# Atlético Fútbol Club
Maillots
Dernière mise à jour : 4 août 2022.
Le Atlético Fútbol Club est un club colombien de football, basé à Cali. Le club évolue en Primera B (deuxième division). Fondé en 2005 sous le nom de Depor FC, il a été refondé en 2015 sous son nom actuel.

## Histoire

### Logo

Ancien logo
Logo jusqu'en 2015

## Joueurs notables
- Víctor Bonilla